# Carmine Molaro
Carmine Molaro (Napoli, 20 febbraio 1975) è un ex pugile italiano.

## Biografia
Cresce a Castello di Cisterna, entroterra napoletano, giovanissimo si avvicina al pugilato  nella palestra Boxe di Brusciano e nel 1992 si  qualifica 3º ai campionati mondiali juniores. Lo stesso anno vince il primo dei suoi 6 titoli di campione italiano (1992-1995-1996-1997-1998-1999). 
Nel 1996 partecipa alle olimpiadi di Atlanta nella categoria pesi mosca, perdendo al primo turno contro il pugile australiano Hussein Hussein. Nel 1997 vince la medaglia d'oro ai XIII Giochi del mediterraneo, nella categoria pesi mosca. Ai Mondiali dilettanti 1997 si qualifica ai quarti, ma viene sconfitto dal russo Ilfat Riazapov. 
Nel 1999 viene deferito dalla Commissione di indagine sul doping del Coni per esser risultato positivo a un metabiolita della cannabis ai campionati assoluti di Foggia, ma non venne squalificato e mantenne il titolo di campione italiano. L'anno successivo cambió categoria passando ai pesi gallo, ma non riesce ad ottenere il suo settimo titolo italiano, venendo sconfitto in finale da Mario Pisanti
Non è mai passato al professionismo.